# Întâlnire cu Meduza
A nu se confunda cu Întâlnire cu Meduza de Mircea Opriță
„Întâlnire cu Meduza” (engleză: A Meeting with Medusa) este o nuvelă științifico-fantastică scrisă de autorul britanic Arthur C. Clarke.  A apărut inițial în revista Playboy din decembrie  1971. „Întâlnire cu Meduza” a fost publicată în colecția de povestiri The Wind from the Sun (1972). În 1972 a primit Premiul Nebula pentru cea mai bună nuvelă și Premiul Seiun pentru cea mai bună povestire străină a anului.
În limba română a fost tradusă de Mihai-Dan Pavelescu  și a apărut în colecția de povestiri Lumina întunericului din 2002 în Colecția Sci-Fi a Editurii Teora.

## Prezentare
Având loc parțial pe Pământ și parțial în atmosfera lui Jupiter, „Întâlnire cu Meduza” spune povestea lui Howard Falcon, căpitanul unui nou tip de aeronavă experimentală bazată pe heliu. Atunci când un accident provoacă prăbușirea navei, Falcon este rănit grav și durează un an pentru a se reface complet.
Mai târziu, Falcon dorește lansarea unei expediții pentru a explora atmosfera lui Jupiter. După câțiva ani și multe încercări, expediția a fost lansată, iar Falcon, la conducerea navei Kon-Tiki, o navă-balon cu hidrogen fierbinte, coboară prin atmosfera superioară a lui Jupiter.
Pe măsură ce nava coboară prin diferite straturi de nori, Falcon descoperă că atmosfera susține cel puțin două forme mari de viață. O formă de viață este o creatură uriașă (Meduza din titlul) de aproximativ o milă lungime, iar cealaltă rasă este asemănătoare diavolului de mare, cu o lățime de o sută de metri, care se pare că vânează Meduzele. În atmosferă se mai află un fel de plancton de aer microscopic și bioluminescent.
Meduza începe să-și manifeste interesul față de Kon-Tiki, iar pentru siguranța proprie și a expediției, Falcon folosește energia de urgență și evadează în atmosfera superioară.
După întoarcerea sa, cititorului îi este dezvăluit faptul că, din cauza accidentului, o mare parte din corpul lui Falcon a fost înlocuit cu proteze, transformându-l într-un cyborg cu viteză de reacție sporită, ceea ce îl face să se simtă distanțat de ceilalți oameni.

## Vezi și
- 1972 în literatură
- Saturn Rukh, un roman hard science fiction din 1997 de Robert L. Forward.